# Platon Alexejevič Lečickij
Platon Alexejevič Lečickij (rusky Платон Алексеевич Лечицкий, Platon Aleksejevič Lečickij, v české literatuře někdy uváděn také jako Lešický, Lečický, Lišickij, Lečickij; 18. března 1856, Grodno – 18. února 1921, Moskva) byl generál ruské carské armády. Proslavil se během druhého roku první světové války, kdy během několika dní se svou armádou získal téměř celé území rakousko-uherské Bukoviny.

## Život před první světovou válkou
Narodil se v Grodenské gubernii a studoval na semináři v Litvě. Vystudoval Varšavskou kadetní školu. V hodnosti kapitána byl v roce 1891 převelen k 6. východosibiřskému praporu a v roce 1892 k 5. východosibiřskému střeleckému praporu. V roce 1896 povýšen na podplukovníka. Dne 24. listopadu 1898 byl se svým praporem přidělen do přístavu Port Arthur. Zde se také účastnil rusko-japonské války (1904–1905). Za účast při obraně přístavu byl povýšen.

## Brusilovova ofenzíva
Dne 4. června 1916 byla zahájena Brusilovova ofenzíva, jedna z nejúspěšnějších operací první světové války. Zvláště její zahájení bylo svým úspěchem ohromující. I samotný Alexej Brusilov byl ale překvapen úspěšným tažením Platona A. Lešického na nejjižnější části Brusilovova jihozápadního frontu.
Lešický v polovině června zaútočil na město Černovice a 19. června 1916 je dobyl. Dále dobyl blízké vesnice obsazené do té doby Rakušany. Bez vědomí Brusilova se Lešický rozhodl dobýt a obsadit celou Bukovinu, což se mu také podařilo. Před sebou tlačil Rakušany směrem ke karpatským hřebenům. Za několik dní získal pod kontrolu téměř celé území Bukoviny. Rakousko-uherská armáda, se po pádu Černovic nezmohla na žádný významnější odpor. Po několik dní prakticky bez zastavení prchala, aby pak zaujala obranné pozice na samém jižním okraji Bukoviny.

## Po první světové válce
Po ruské únorové revoluci v roce 1917 působil Lešický krátce jako ministr války[zdroj⁠?!]. Už po několika týdnech ale sám rezignoval. V roce 1920 se vrátil do ruské armády, která v té době už ale procházela bolševizací. V roce 1921 byl obviněn z kontrarevoluční činnosti. Byl uvězněn v obávaném moskevském vězení Taganka, kde mezi roky 1921–1923 zemřel.